# دوئت (فیلم)
دوئت فیلمی عاشقانه به کارگردانی و نویسندگی نوید دانش و تهیه‌کنندگی احسان رسول‌اف محصول سال ۱۳۹۴ است.

## داستان فیلم دوئت
«مینو» همسرش «حامد» را به دیدار زنی به نام «سپیده» می‌برد که حامد با سپیده گذشته مشترکی داشته. این ملاقات باعث یادآوری خاطرات گذشته آنها می‌شود. خاطراتی که دوباره رنگ می‌گیرند اما زخمی کهنه را تازه می‌کند. داستان اصلی فیلم دربارهٔ مواجهه دوباره زن و مردی است که در دوران دانشگاه عاشق یکدیگر بوده‌اند و حالا بعد از گذشت چندین سال درحالیکه هرکدام ازدواج کرده‌اند و زندگی خود را دارند، باهم مواجه می‌شوند.

## جوایز
- بهترین فیلم اول جشنواره فیلم شب‌های سیاه تالین[۳]
- بهترین جایزه نتپک (شبکه ارتقای سینمای آسیا و اقیانوسیه) جشنواره فیلم شب‌های سیاه تالین[۳]